# Monastère de l'Annonciade (Menton)
Pour les articles homonymes, voir Monastère de l'Annonciade (homonymie).

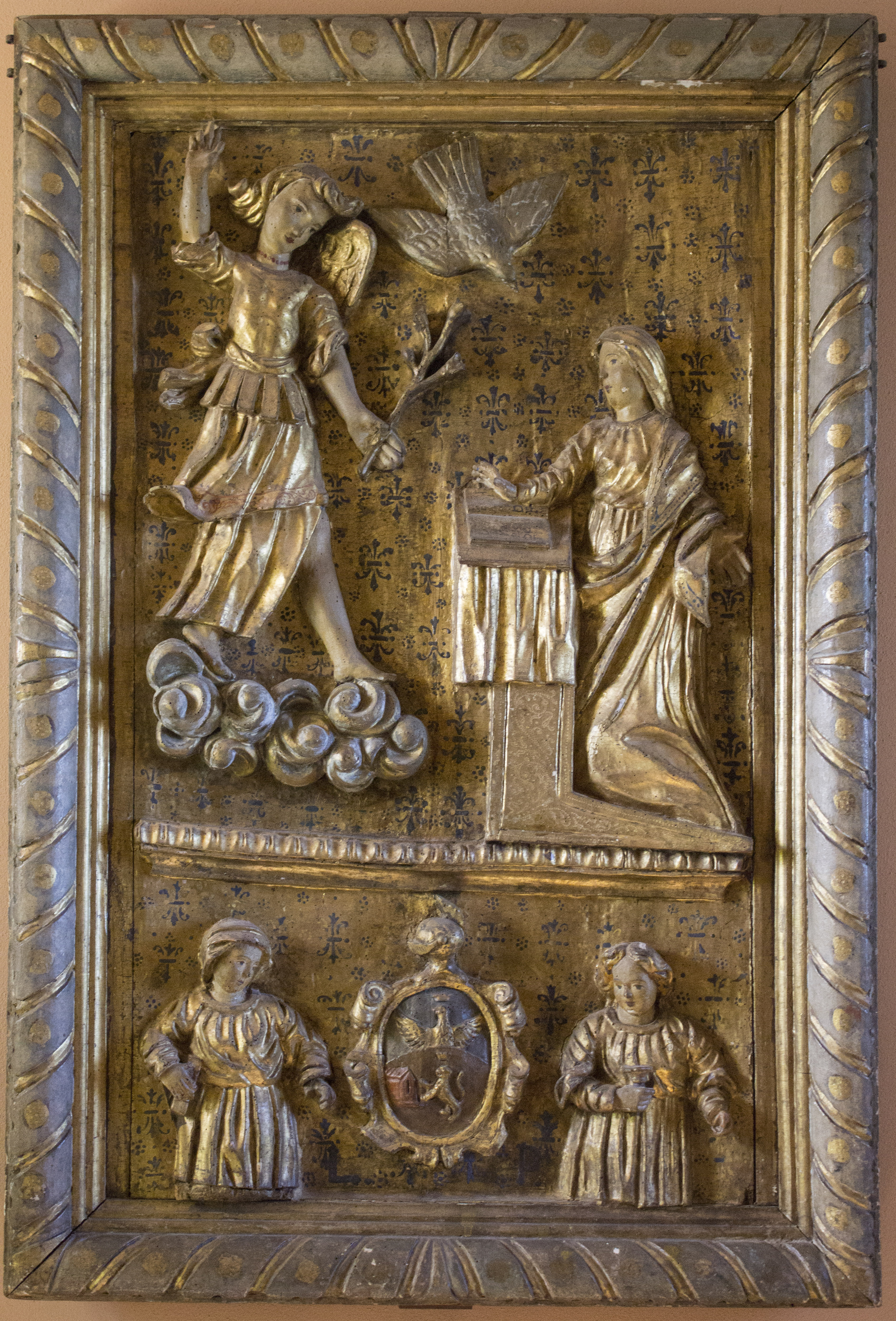
Annunciation, XVII

Le monastère de l'Annonciade est un monastère construit sur une colline dominant la ville de Menton.

## Bref historique
À la fin du XIe siècle, la petite cité de Podium Pini (ou Puypin) est bâtie au sommet de la colline qui sépare les vallées du Careï et du Borrigo, à 233 mètres d'altitude.
À partir de 1316, Puypin laisse place à une nouvelle ville, installée depuis peu sur une autre colline plus proche du rivage de la Méditerranée : Menton. Au milieu du XIVe siècle, plus rien ne subsiste de cet antique Puypin, si ce n'est une humble chapelle dédiée à Notre-Dame de l'Annonciade.
Au XVIIe siècle, la chapelle est agrandie. Des bâtiments conventuels sont construits pour accueillir la congrégation de Puypin, fondée en 1694 par des prêtres de la région de Menton.
En 1641, le prince Honoré II de Monaco chasse l'occupant espagnol.
Après la Révolution, le domaine devenu bien national est acquis en 1808 par Jérôme de Monléon.
Le monastère abrita des moines capucins de 1866 à 1999.
Depuis 2000, c'est la congrégation des Sœurs de l'Annonciade qui l'occupe et accueille les fidèles, notamment lors des fêtes mariales du 25 mars et du 8 septembre.
Depuis le 28 avril 2012 la congrégation des Sœurs de l'Annonciade a quitté les lieux, la plupart des sœurs sont parties pour l'Annonciade de Thiais, la chapelle reste cependant ouverte.

## Le chemin du Rosaire

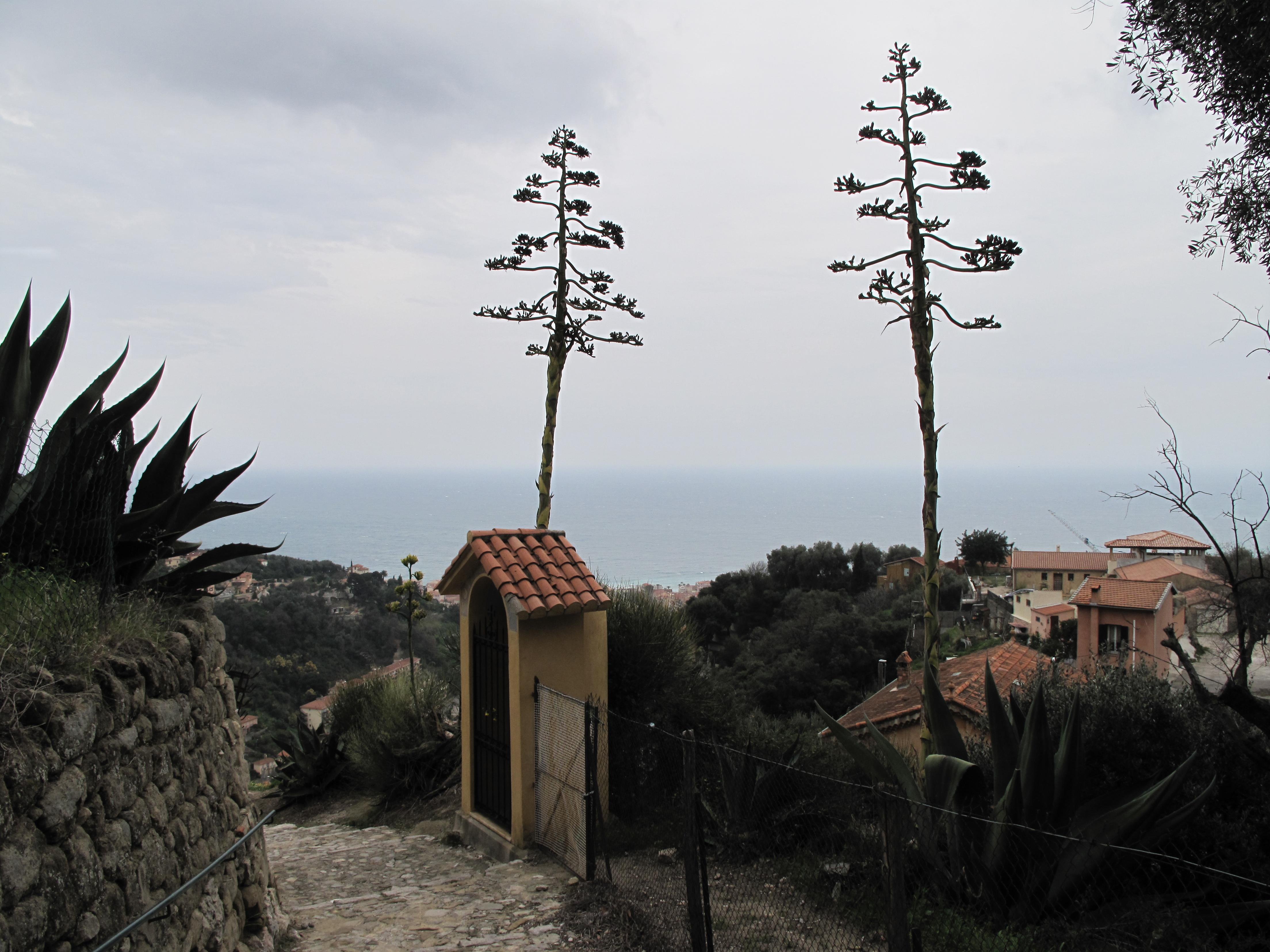
Un oratoire du chemin du Rosaire

Au XVIIe siècle, Isabelle Grimaldi, sœur du prince Louis Ier de Monaco, de retour de Terre Sainte où elle avait contracté la lèpre, invoqua Notre-Dame. Elle obtint une guérison miraculeuse et en remerciement fit édifier sur le chemin de la chapelle de Puypin quinze oratoires consacrés aux mystères de la Vierge.
Tombées en ruine, ils ont été reconstruits en 1930 grâce à une souscription publique par l'architecte Abel Glena. Ils sont en cul-de-four recouvertes de tuiles provençales.

## Le site
Le site qui offre un large point de vue. On peut l'atteindre en voiture ou par les 464 marches du chemin du Rosaire à partir du centre-ville. À proximité du monastère se trouve un vignoble de 800 pieds de vigne. Du seul cépage mentonnais : le maluverne